# Jakub Sylvestr
Jakub Sylvestr (født 2. februar 1989) er en slovakisk fodboldspiller, der har spillet seks landskampe for Slovakiets fodboldlandshold og spiller som angriber for den israelske klub Sektzia Ness Ziona.

## Karriere
Han fik sin professionelle debut for Slovan Bratislava i foråret 2007 i en kamp mod FC Nitra. Han i foråret 2009 udlejet til FC Petržalka 1898. Her lavede Sylvestr sit første hattrick i en kamp imod Tatran Prešov den 4. april 2009.
Den 2. juni 2016 skrev han under på en kontrakt med 1. FC Nürnberg efter sæsonen forinden at være blevet topscorer i 2. Fußball-Bundesliga med 15 mål.
Han skrev den 13. januar 2016 under med en lejeaftale med SC Paderborn 07 gældende til 30. juni 2016 uden købsoption. Da Paderborn rykkede ned i Dritte Liga, vendte han tilbage til Nürnberg.

### AaB
Den 28. januar 2017 blev det offentliggjort, at Jakub Sylvestr skiftede til AaB på en etårig kontrakt.
Han fik sin debut for AaB i Superligaen den 19. februar 2017, da han startede inde, scorede et mål i det 57. minut og spillede de første 82 minutter, inden han blev erstattet af Jannik Pohl i 1-2-sejren ude mod AGF.
I den efterfølgende hjemmekamp mod Silkeborg IF scorede han et ægte hattrick på en halv time i første halvleg. Det første mål blev scoret efter 11 minutter med hovedet, andet mål efter 21 minutter med højrebenet og tredje mål efter 41 minutter med venstrebenet. Jakub Sylvestr blev med dette hattrick den mest scorende slovak i superligaens historie (i alt fire mål), da han overgik FCKs Jan Gregus, som har scoret tre.
Han blev kåret som månedens spiller i februar i Superligaen efter blot at have spillet to kampe i ligaen med fire mål til følge.

### Beitar Jerusalem F.C.
Få dage efter, at det blev offentliggjort i starten af 2018, at Sylvestr stoppede i AaB, skiftede han til den israelske klub Beitar Jerusalem F.C.

## Landsholdskarriere
Han debuterede for Slovakiets fodboldlandshold i 2010.

## Hæder

### Klub
- Slovan Bratislava
  - Slovakiets Superliga: 2009 og 2011
  - Slovenský Pohár: 2010
  - Slovenský Superpohár: 2009

- Dinamo Zagreb
  - Prva HNL: 2011 og 2012
  - Hrvatski nogometni kup: 2012 og 2013

### Individuel
- 2. Bundesliga-topscorer: 2013–14
- Månedens Superligaspiller, februar 2017[16]